# Малахово (Великолукский район)
Малахово — деревня в Великолукском районе Псковской области России. Входит в состав сельского поселения «Лычёвская волость».
Расположена в центре района к юго-западу от Великих Лук.

## Население
Численность населения по оценке на 2000 год составляла 43 жителя, на 2010 год — 5 жителей.